# Circonscription d'Isaacs
La circonscription d'Isaacs est une circonscription électorale australienne dans la banlieue sud-est de Melbourne, sur les rives de la baie de Port Phillip au Victoria. La circonscription a été créée en 1969 et porte le nom d'Isaac Isaacs, ancien président de la Haute Cour d'Australie et gouverneur général d'Australie. Elle comprend les quartiers de Mordialloc, Keysborough, Noble Park, Chelsea, Bonbeach et Carrum. 
Elle est un siège peu sûr pour le Parti travailliste australien.
Une autre circonscription d'Isaacs a existé dans la proche banlieue de Melbourne de 1949 à 1969 mais elle n'a aucun point commun avec l'actuelle autre que le nom.

## Représentants
| Nom            | Parti        | Période de mandat |
| -------------- | ------------ | ----------------- |
| David Hamer    | Libéral      | 1969-1974         |
| Gareth Clayton | Travailliste | 1974–1975         |
| David Hamer    | Libéral      | 1975-1977         |
| Bill Burns     | Libéral      | 1977-1980         |
| David Charles  | Travailliste | 1980–1990         |
| Rod Atkinson   | Libéral      | 1990-1996         |
| Greg Wilton    | Travailliste | 1996–2000         |
| Ann Corcoran   | Travailliste | 2000–2007         |
| Mark Dreyfus   | Travailliste | 2007–en cours     |